# Concepción, Dzitbalché
Concepción är en ort i kommunen Dzitbalché i delstaten Campeche i Mexiko. Concepción ligger cirka 10 kilometer väster om kommunsätet Dzitbalché och hade 351 invånare vid den senaste officiella folkräkningen i Mexiko 2010.